# Acalypha swallowensis
Acalypha swallowensis är en törelväxtart som beskrevs av Francis Raymond Fosberg. Acalypha swallowensis ingår i släktet akalyfor, och familjen törelväxter. Inga underarter finns listade i Catalogue of Life.